# Edgar Snow

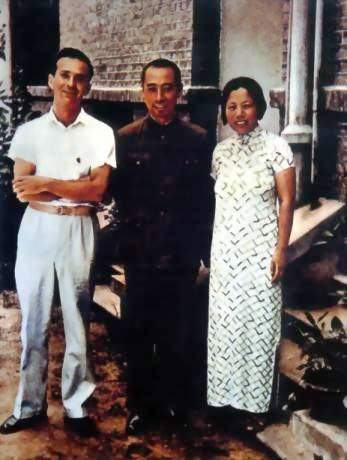
Edgar Snow (links im Bild) mit Zhou Enlai und Deng Yingchao 1938 in Wuhan

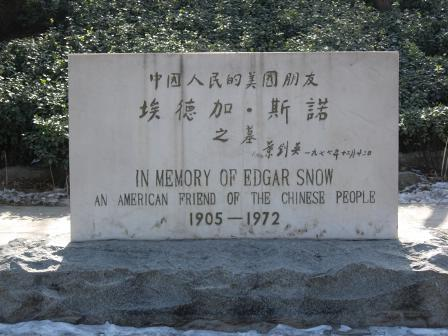
Edgar Snows Grab auf dem Campus der Peking-Universität

Edgar Snow (* 17. Juli 1905 in Kansas City, Missouri; † 15. Februar 1972 in Genf) war ein amerikanischer Journalist, der dank seines Buches Red Star over China (1937, deutsche Ausgabe Roter Stern über China) über seine Begegnungen mit Mao Zedong international bekannt wurde.

## Leben
Snow studierte Journalismus an der Universität von Missouri, doch noch vor Abschluss des Studiums zog er nach New York. Er verdiente mit Börsenspekulationen Geld und trat 1928 eine Weltreise an. Doch kam er nicht weiter als China, wo er bald als Korrespondent für das in Indianapolis erscheinende Magazin The Saturday Evening Post arbeitete.
Snow wurde als ihr Sympathisant von der kommunistischen Untergrundbewegung in Shanghai Mao empfohlen, der einen ausländischen Autor für seine auf die internationale Leserschaft abzielende Biographie suchte. Auf diese Weise lernte Snow 1936 den Führer der chinesischen Kommunisten in der Basis der KPCh in Yan’an kennen und konnte ihn über längere Zeiträume immer wieder begleiten.
In China erlebte er die Invasion durch japanische Truppen 1937, er berichtete über das Massaker von Nanking.:92 Rechtzeitig vor dem Angriff auf Pearl Harbour kehrte er 1941 in die USA zurück. Seine Redaktion entsandte ihn als Reporter erst zu den Kriegsschauplätzen in Asien, dann 1944 nach Moskau. Nach seiner Rückkehr in die USA beteiligte er sich 1945 an der Kampagne sowjetfreundlicher Publizisten, unter ihnen Jerome Davis, John Hersey, Richard Lauterbach, Edmund Stevens und Alexander Werth, gegen das Buch „Report on the Russians“ des Publizisten und Verlegers William Lindsay White, der darin die Sowjetunion als wirtschaftlich und gesellschaftlich rückständiges Land mit einem repressiven System beschrieb.
Während der McCarthy-Ära wurde er vom FBI zu seinen politischen Ansichten befragt. Er siedelte daraufhin in die Schweiz über. 1971 riet die CIA dem Weißen Haus in Washington, die Einladung Snows zu einem Interview mit Mao zu unterstützen, um den Besuch Richard Nixons in Peking vorzubereiten. Mao hielt ihn in dieser Zeit nach Aussagen seines früheren Leibarztes für einen CIA-Agenten.
Im Zuge der Großen Chinesischen Hungersnot lud man ihn erneut nach China ein. Er bestätigte am Ende einer Rundreise, dass die Hungersnot eine Lüge sei.
Von 1932 bis 1949 war er mit Helen Foster Snow verheiratet. Seine zweite Frau Lois Wheeler Snow besuchte erstmals 1970 China.

## Historische Bewertung
Mao selbst hatte die Initiative zu seiner von Snow verfassten Biografie ergriffen. Red Star over China entstand zu großen Teilen aus Interviews, die Mao und andere Kommunisten Snow über einen Zeitraum von drei Monaten im Sommer 1936 gaben. Mao überließ dabei nichts dem Zufall. Er antwortete schriftlich auf die Fragen, die Snow vorab einreichen musste. Hierdurch entstand nach Ansicht der Historiker eine Mixtur aus wertvollen Informationen und inhaltlichen Fälschungen. Dabei verfestigte Mao den zentralen Heldenmythos der Kommunistischen Partei Chinas, den Langen Marsch, indem er Snow erzählte, er habe bis auf seine Krankheitsphasen den größten Teil der 10.000 km langen Strecke wie die einfachen Soldaten zu Fuß zurückgelegt. Über seine damaligen Verbindungen zu Moskau und Stalin ließ Mao kein Wort verlauten, auch erfand er Schlachten und Heldentaten, das Ausmaß an Terror negierte er.
Das Buch wurde in viele Sprachen übersetzt und trug erheblich dazu bei, Mao international populär zu machen und einen Stimmungsumschwung zu seinen Gunsten in der westlichen Welt herbeizuführen. Das Buch erschien auf Chinesisch unter dem Titel „Geschichte einer Reise in den Westen“. Snows Berichte zeigten durchweg eine deutliche Sympathie für die Politik der Volksrepublik China. Seine Berichterstattung hatte der zeitgeschichtlichen Forschung zufolge großen Einfluss auf das China-Bild im Westen.

## Werke
- Gast am anderen Ufer. Rotchina heute, München: Kindler, 1964.
- Roter Stern über China. Frankfurt am Main: März, 1969. (Nachdrucke bei vers. Verlagen, z. B., 1983, ISBN 3-87512-215-1.
- So fing es an. Erfahrungen mit neuen Zeiten, Stuttgart: DVA, 1977. ISBN 3-426-03573-1 Auch mit anderem Untertitel
- Die lange Revolution. China zwischen Tradition und Zukunft, Stuttgart: DVA, 1983. ISBN 3-423-01077-0.
- Rote Horizonte (Auszug aus Roter Stern über China), in MÄRZ-Texte 1. Frankfurt am Main: März, 1969. Wieder in: MÄRZ-Texte 1 & Trivialmythen. Erftstadt: Area, S. 236–249, 2004 ISBN 3-89996-029-7. Mit einem Foto: Snow mit Mao Zedong, 1967)

## Ehrung
Die kommunistische Partei Chinas würdigte ihn als Alten Freund des chinesischen Volkes.